# المعيان (مناخة)

تعديل مصدري - تعديل

المعيان هي إحدى قرى عزلة بني خطاب بمديرية مناخة التابعة لمحافظة صنعاء، بلغ تعداد سكانها 163 نسمة حسب تعداد اليمن لعام 2004.